# Rebecca Peterson
Rebecca Peterson (Stoccolma, 6 agosto 1995) è una tennista svedese.

## Biografia
Ha due coach; il padre Mart è anch'egli istruttore di tennis. Vive e si allena a Stoccolma. Si ispira a Justine Henin e a Kim Clijsters.
A livello juniores ha vinto 5 titoli in singolo e 2 in doppio. Nel 2012 è diventata professionista. In Fed Cup ha finora giocato un solo match, vincendolo.

### 2010-2011: gli esordi
Rebecca gioca il primo match ufficiale in carriera al WTA di Båstad, dove le è concessa una wild-card per partecipare alle qualificazioni: la svedese perde al primo turno contro Darija Jurak per 6-4 4-6 2-6. In seguito, nell'ITF di Stoccolma, vince il primo match della carriera a questo livello contro Alina Wessel (6-3 4-6 6-4) prima di cedere alla belga Alison Van Uytvanck per 2-6 2-6.
Nel 2011 gioca 5 ITF tra Stoccolma e Båstad: tuttavia, Rebecca coglie solo una vittoria in 6 match, raggiungendo il secondo turno come miglior risultato.

### 2012
In luglio, le viene offerta una wild-card per partecipare al main-draw del WTA di Båstad: la svedese si arrende ad Arantxa Rus, con il punteggio di 1-6 2-6. A ottobre, raggiunge la sua prima semifinale ITF in carriera in quel di Stoccolma, dove viene fermata dalla britannica Webley-Smith (4-6 6-3 5-7). 

### 2013: primi titoli ITF e top-300
Dal 2013, Rebecca comincia a giocare regolarmente per tutto l'anno: fino ad aprile, raggiunge una semifinale a Linkoping (persa dall'italiana Angelica Moratelli) e due quarti a Sharm el-Sheikh (il primo perso contro Anastasija Saitova e il secondo perso da Fernandez-Rabener). In maggio, in quel di Båstad, vince il suo primo ITF in carriera, battendo Zuzana Zuknarova in finale. In seguito, coglie altre 2 semifinali ITF. In luglio, partecipa ancora al WTA di Båstad grazie a una wild-card: perde all'esordio da Simona Halep, n°23 del mondo, per 4-6 0-6. In ottobre vince il suo secondo ITF dell'anno a Stoccolma, sconfiggendo in finale Morderger per 7-6(2) 6-2. In seguito, vince altri tre ITF in fila, uno a Stoccolma e 2 a Merida. Conclude la stagione con un'altra semifinale a Merida, interrompendo la striscia di vittorie consecutive a 23.

### 2014
La svedese ottiene a febbraio la prima finale ITF della stagione in quel di Helsingborg: nella circostanza, si arrende a Jasmina Tinjic in due set netti. Ottiene una wild-card per partecipare al Sony Open Tennis di Miami, primo Premier Mandatory a cui prende parte: al primo turno, approfitta del ritiro di Mona Barthel sul 6-4 4-2; quella contro la tedesca è la prima vittoria di Peterson in un main-draw WTA. Al secondo turno cede alla testa di serie n°23 Ekaterina Makarova, per 1-6 1-6. In seguito, riceve una wild card per giocare il torneo WTA di casa di Båstad: viene subito eliminata per mano di Čepelová. A ottobre vince il primo ITF annuale a Perth, battendo in finale Kuwata (6-3 6-0). Sempre in Australia, a Margaret River, arriva all'ultimo atto: questa volta si arrende a Tereza Mrdeza. Termina l'anno in top-200, al n°185.

### 2015: primi quarti WTA
La svedese prova le qualificazioni per il WTA di Rio: batte la connazionale Ellen Allgurin (4-6 6-3 6-2) prima di cedere a Cepede-Royg (6-4 6(4)-7 3-6). In seguito, tenta anche le quali per il tabellone principale di Norimberga: supera i due turni necessari sconfiggendo Bogdan e Burger. Al primo turno viene eliminata dalla n°11 del mondo Angelique Kerber per 5-7 4-6. Subito dopo, a Maribor, centra la prima finale ITF dell'anno, dove si arrende a Maria Sakkari (6-3 2-6 2-6). A Ystad, in Svezia, vince il primo titolo ITF del 2015 senza perdere un set e sconfiggendo in finale Mathilde Johansson. Per il quarto anno consecutivo, ha la possibilità di partecipare al WTA di Båstad grazie a una wild card: stavolta, riesce a vincere il match di esordio contro Mandy Minella (6-4 2-6 6-4); al secondo turno, elimina Kateřina Siniaková per 7-5 7-6(6), accedendo ai primi quarti di finale WTA della carriera. Nella circostanza, viene sconfitta da Mona Barthel con lo score di 1-6 6(3)-7. In seguito, gioca la Brasil Tennis Cup di Florianopolis: esce di scena al primo turno contro Maria Teresa Torro Flor (3-6 5-7). 
Tenta le qualificazioni per lo US Open (primo slam in cui prova a raggiungere il main-draw): batte Patricia Mayr-Achleitner in due set prima di venir fermata da Laura Siegemund. A Guangzhou supera il tabellone cadetto estromettendo Xiaodi You e Anastasia Rodionova; al primo turno, elimina la wild-card Yafan Wang (6-3 3-6 6-4) mentre, al secondo, cede a Monica Niculescu in due set. A Macon vince l'8º titolo ITF della carriera, sconfiggendo Anna Tatishvili nell'ultimo atto.
Termina l'anno al n°138 del mondo. 

### 2016
La svedese cerca di qualificarsi all'ASB Classic di Auckland e all'Australian Open: in entrambi i casi, esce subito contro le olandesi Bertens e Kerkhove. A Rio gioca il primo main-draw annuale: viene eliminata all'esordio da Lara Arruabarrena per 0-6 3-6. Tra Acapulco e Monterrey non riesce a passare il tabellone cadetto, non cogliendo neanche un successo.
A Bogotà ottiene il primo successo annuale in un main-draw WTA battendo Daniela Seguel per 6-4 4-6 6-3; al turno seguente viene sconfitta da Amra Sadikovic con un doppio 4-6. A Dothan, la svedese ottiene il primo successo ITF dell'anno, superando in finale Taylor Townsend (6-4 6-2). 
Prova le qualificazioni sia al Roland Garros che a Wimbledon: nel primo caso esce subito per mano di Sachia Vickery (6-2 3-6 2-6) mentre, in Inghilterra, batte Soylu e Boulter in tre set prima di cedere a Tatjana Maria (3-6 4-6). A Gstaad e Båstad perde all'esordio, rispettivamente, da Sadikovic e la connazionale Johanna Larsson. 
Agli US Open, è 24° testa di serie nel tabellone cadetto: elimina Anhelina Kalinina in rimonta (5-7 6-0 6-2) e lascia 2 giochi a Tereza Smitková; nel turno decisivo, la svedese si arrende a Yingying Duan, per 5-7 3-6. Nel WTA 125K di Dalian, batte Fangzhou Liu in due parziali prima di essere fermata da Kristýna Plíšková con un duplice 4-6. Nell'International di Tokyo, passa i tre turni qualificatori senza perdere set; al primo turno sconfigge la qualificata Miyu Katō in due parziali mentre, al secondo turno, cede a Christina McHale (futura campionessa) al tie-break del terzo set. A Guangzhou è costretta al ritiro nel match di secondo turno contro Jelena Jankovic.
Termina la stagione al n°137 del mondo.

### 2017: primo main-draw slam a New York
Il 2017 di Rebecca le regala il titolo ITF di Padova, battendo Anastasiya Vasylyeva in tre set. Tenta le qualificazioni a Wimbledon: elimina la coreana Su Jeong Jang per 6-3 6-2 prima di cedere a Marina Erakovic con lo score di 1-6 5-7. A Båstad, la svedese ottiene una wild-card: viene subito fermata da Kateřina Siniaková (3-6 6-3 1-6). Agli US Open, supera i primi 2 turni di qualificazioni sconfiggendo Aiava e Diyas; nell'ultimo round, estromette Miyu Katō in tre set, accedendo al primo main-draw slam della carriera: al primo turno, si arrende a Denisa Šátralová in due set. A Dalian, esce di scena subito contro Xinyu Gao. A Tokyo non riesce a qualificarsi per il tabellone principale. A Guangzhou, batte la prima top-50 della carriera (Alison Riske, 6-3 6-2) ed elimina la qualificata Kai-Lin Zhang per 6-3 6-0, accedendo ai quarti di finale. Nella circostanza, viene sconfitta da Aleksandra Krunic, con un doppio 1-6. Nel finale di stagione, nel WTA 125K di Honolulu, raggiunge la semifinale, dove cede a Shuai Zhang (1° testa di serie) per 2-6 2-6. 
Termina la stagione al n°196 del mondo. 

### 2018: prima semifinale WTA, prime partite vinte negli slam e top-100
La svedese inizia la stagione all'Australian Open, dove perde al primo turno di qualificazioni contro la cinese Liu. Nel WTA 125K di Newport Beach, elimina Elitsa Kostova in tre set prima di cedere a Sachia Vickery. Ad Acapulco, la svedese passa le qualificazioni battendo Kostova (7-5 6-1) e Rogowska (6-2 6-1); nel main draw, Rebecca si impone sulla testa di serie n°6 Alizé Cornet (seconda top-50 battuta in carriera) e procede sconfiggendo Monica Puig per 6-1 6-4. Ai quarti, estromette la tds n°4 Shuai Zhang (n°33 del mondo) con il punteggio di 6-2 6-1. In semifinale (la prima WTA colta in carriera) si arrende a Stefanie Voegele in due set.
In seguito, prova le qualificazioni per Indian Wells e Miami: nel primo caso va male, in quanto cede subito a Vickery; nel secondo caso, ottiene 2 vittorie di valore su Parmentier e Bouchard, ottenendo il pass per il main draw: al primo turno, viene fermata da Natalia Viklyantseva. A Monterrey e a Rabat esce di scena al primo turno, sconfitta, rispettivamente, da Blinkova e Larsson. A Cagnes-Sur-Mer, la svedese vince il titolo ITF n°11, nonché il più importante della carriera (da 100K), superando Dayana Jastremska per 6-4 7-5. Grazie a questo successo, entra per la prima volta in carriera in top-100. 
Prova le qualificazioni per il Roland Garros: questa volta, riesce a superarle, eliminando Doi, Di Lorenzo e Bonaventure. Nel main-draw, Rebecca sconfigge Hsieh Su-Wei per 6-4 6-3, centrando il primo successo in carriera in un tabellone principale di un major. Al secondo turno si arrende a Mihaela Buzarnescu, per 1-6 2-6. 
Sull'erba, si riesce a qualificare nel main-draw di Mallorca, battendo Martincová e Voegele. Al primo turno, elimina la testa di serie n°8 Danielle Collins, con il punteggio di 6-3 2-6 6-2. Al secondo, si arrende ad Ajla Tomljanovic, per 3-6 3-6. A Wimbledon, vince la prima partita in carriera nel main draw su Kuzmová (7-6(3) 7-6(9)). Cede al secondo per mano di Donna Vekic (5-7 4-6). Dopo una prematura uscita a Bucharest, si qualifica per il tabellone principale di Cincinnati (sconfiggendo Schmiedlová e Putintseva). Al primo round si impone su Siniaková in rimonta (2-6 6-4 6-1) mentre, al secondo, impegna a fondo Elise Metrens, alla quale però si arrende per 6-3 2-6 6(1)-7. Non riesce a qualificarsi per il WTA di New Haven (arrendendosi all'ultimo turno), mentre, agli US Open, ottiene il miglior risultato slam della carriera: al primo turno batte la testa di serie n°27 Pavljučenkova (1-6 6-4 6-3) e, al secondo, elimina Vania King per 7-5 6-1. Coglie dunque il primo terzo turno slam della vita, dove cede a Kaia Kanepi in due set. Chiude il 2018 giocando a Wuhan: supera le qualificazioni con 2 vittorie sulle cinesi Han e Duan; al primo turno, approfitta del ritiro di Timea Babos nel terzo set mentre, al secondo, perde da Caroline Wozniacki (4-6 1-6). 
Termina l'annata al n°55 del mondo. 

### 2019: i primi titoli WTA
Comincia l'anno giocando l'Australian Open: al primo turno si sbarazza di Sorana Cirstea (6-4 6-1) ma al secondo soccombe a Maria Sharapova con un netto 2-6 1-6. Subito dopo raggiunge i quarti al WTA 125K di Newport Beach, dove si arrende a Jessica Pegula con un doppio 3-6. Dopo due uscite premature ad Acapulco e Indian Wells (contro Kenin e Alexandrova), a Miami supera un turno contro Siegemund (6-1 5-7 7-5) prima di uscire di scena contro la rientrante Serena Williams, riuscendole a strappare comunque un set (3-6 6-1 1-6). 
Sulla terra, arriva al secondo turno sia a Lugano che a Istanbul; a Rabat ottiene il primo risultato considerevole della stagione. Batte Golubic e Hercog, raggiungendo i quarti di finale, dove si arrende a Tomljanovic. A Roma riesce a passare le qualificazioni (eliminando Kudermetova e la ex-campionessa slam Stosur), prima di soccombere ancora a Serena Williams (4-6 2-6). Negli ultimi due tornei su terra, Strasburgo e il Roland Garros, ottiene nuovamente il secondo turno, perdendo da Garcia nel primo caso e da Vekic nel major francese.
Sull'erba, esce di scena subito a Mallorca (sconfitta da Bencic) mentre a Eastbourne ottiene due successi di valore su due top-40, ovvero Sasnovich (4-6 6-3 6-2) e Tsurenko (7-6(6) 6-4); al terzo turno viene estromessa dalla testa di serie n°4 Angelique Kerber, in due set. A Wimbledon viene sorprendentemente eliminata al primo turno dalla qualificata Yanina Wickmayer.
A Washington coglie la prima vittoria in carriera su una top-10 battendo Sloane Stephens (6-2 7-5) mentre, al secondo turno, cede a Camila Giorgi per 6-3 3-6 4-6. Non passa le qualificazioni a Toronto mentre supera il tabellone cadetto di Cincinnati, eliminando Gasparyan e Strycová. Nel main-draw, sconfigge la top-15 Johanna Konta in tre set (6-3 3-6 7-5) ed estromette Kudermetova in rimonta, per 2-6 7-5 6-2. Esce di scena al terzo turno, cedendo a Karolína Plíšková in due parziali. Agli US Open, batte Monica Puig con un duplice 6-3 prima di essere fermata da Dajana Jastremska.
A Nanchang parte come testa di serie n°5: elimina Xun, Fett e Magda Linette, accedendo in semifinale, dove batte Nina Stojanovic; accede così alla prima finale WTA della carriera, dove affronta Elena Rybakina: la svedese si impone per 6-2 6-0, conquistando il primo titolo WTA della sua storia.
A Wuhan, non supera le qualificazioni ma viene ripescata come lucky-loser: al primo turno si prende la rivincita su Giorgi (approfittando del suo ritiro dopo il primo set). Al secondo, viene superata da Petra Martic in tre parziali, 0-6 6-3 1-6. A Pechino si qualifica regolarmente per il tabellone principale (battendo Xun e Doi) ma viene annichilita dalla n°5 del mondo Halep al primo turno (1-6 1-6). 
Continua la trasferta cinese a Tianjin: al primo turno sconfigge la veterana Venus Williams con il punteggio di 6-3 4-6 6-3. Al secondo turno approfitta del ritiro della lucky loser Wang; ai quarti batte un'altra Wang, per 6(5)-7 6-4 6-2, accedendo alla seconda semifinale dell'anno a livello WTA. Nel penultimo atto si impone su Ons Jabeur dopo aver subito un 6-0 nel primo set (0-6 6-4 7-5). In finale supera Heather Watson con lo score di 6-4 6-4, conseguendo il secondo titolo WTA della carriera. Grazie al successo, riesce ad entrare tra le prime 50 del mondo, in posizione n°43, con cui conclude l'anno.

### 2020
Tra Auckland, Hobart e Australian Open non riesce a vincere neanche un match. Si riprende ad Acapulco, dove supera due ucraine (Kozlova e Bondarenko) prima di perdere da Arantxa Rus nei quarti (1-6 1-6).
Il mondo del tennis è costretto a fermarsi da marzo ad agosto, a causa della Pandemia mondiale di COVID-19.
La svedese riprende a giocare a Palermo, dove cede subito a Camila Giorgi per 5-7 4-6. Nella trasferta americana non raccoglie nessun risultato di rilievo: sia al Western & Southern Open che allo US Open (entrambi disputati straordinariamente a New York) perde subito da due belghe, Mertens e Flipkens.
Chiude la stagione giocando sulla terra: a Istanbul, dopo il bye al primo turno, ottiene la prima vittoria post-COVID grazie al ritiro di Gasparyan nel corso del primo set. Ai quarti viene eliminata dalla futura campionessa di Turchia, Patricia-Maria Tig (3-6 1-6). A Roma e Parigi cede all'esordio.
Termina l'anno al n°55 del mondo.

### 2021
Rebecca inizia l'anno disputando lo Yarra Valley Classic di Melbourne: al primo turno elimina la wild-card Maddison Inglis (6-2 6-1) mentre, al secondo, cede a Shelby Rogers in tre set. All'Australian Open, si arrende a Marketa Vondroušová al primo turno (6-2 5-7 5-7). Al Phillip Island Trophy, Peterson si impone su Potapova (6-4 4-6 6-3) e su Minnen (7-5 6-3) per poi eliminare la giustiziera di Sofia Kenin, la wild-card Olivia Gadecki (7-5 6-3). La sua avventura termina ai quarti, fermata da Danielle Collins in due set. A Miami viene subito eliminata dalla cinese Wang (2-6 2-6).
A Belgrado, dà inizio alla stagione su terra: da 7° testa di serie, giunge sino ai quarti, dove viene battuta da Paula Badosa, con lo score di 2-6 4-6. A Strasburgo esce di scena al primo turno contro Putinceva mentre a Parigi supera Shelby Rogers in rimonta (6(3)-7 7-6(8) 6-2) prima di schiantarsi contro la campionessa in carica Iga Świątek (1-61-6). Sull'erba, non raccoglie vittorie tra Berlino e Wimbledon.
Gioca poi sulla terra di casa di Båstad (WTA 125), dove centra la prima semifinale annuale, sconfiggendo Min, Arruabarrena e Bolsova senza cedere set; nel penultimo atto, cede il passo a Horacova (3-6 4-6). A Cincinnati, non passa le qualificazioni, arrendendosi a Watson nel turno decisivo; viene ripescata però come lucky-loser: viene estromessa al primo turno da Bernarda Pera. A Chicago, Peterson riesce a centrare la prima semifinale del 2021 in un WTA 250, grazie alle vittorie su Bouzkovà (7-6(9) 7-6(6)), Golubic (7-6(5) 6-3) e Martincovà (6(4)-7 6-2 4-1 e ritiro). Tra le ultime quattro, viene eliminata da Elina Svitolina, 1° testa di serie. Allo US Open, affronta Elise Mertens al primo turno: Peterson viene sconfitta in rimonta per 6-3 6(5)-7 6(5)-7, non riuscendo a convertire ben sei match-point tra secondo e terzo set.

## Statistiche WTA

### Singolare

#### Vittorie (2)
| Legenda               | Legenda      |
| --------------------- | ------------ |
| Grande Slam (0)       |              |
| Ori Olimpici (0)      |              |
| WTA Finals (0)        |              |
| WTA Elite Trophy (0)  |              |
| Dal 2009 al 2020      | Dal 2021     |
| Premier Mandatory (0) | WTA 1000 (0) |
| Premier 5 (0)         | WTA 1000 (0) |
| Premier (0)           | WTA 500 (0)  |
| International (2)     | WTA 250 (0)  |

| N. | Data              | Torneo                                              | Superficie | Avversaria in finale | Punteggio |
| 1. | 15 settembre 2019 | Jiangxi International Women's Tennis Open, Nanchang | Cemento    | Elena Rybakina       | 6-2, 6-0  |
| 2. | 13 ottobre 2019   | Tianjin Open, Tientsin                              | Cemento    | Heather Watson       | 6-4, 6-4  |

#### Sconfitte (1)
| Legenda              |
| -------------------- |
| Grande Slam (0)      |
| Argenti Olimpici (0) |
| WTA Finals (0)       |
| WTA Elite Trophy (0) |
| Dal 2021             |
| WTA 1000 (0)         |
| WTA 500 (0)          |
| WTA 250 (1)          |

| N. | Data             | Torneo                    | Superficie | Avversaria in finale | Punteggio        |
| 1. | 26 febbraio 2023 | Mérida Open Akron, Mérida | Cemento    | Camila Giorgi        | 6(3)-7, 6-1, 2-6 |

### Doppio

#### Vittorie (1)
| Legenda               | Legenda      |
| --------------------- | ------------ |
| Grande Slam (0)       |              |
| Ori Olimpici (0)      |              |
| WTA Finals (0)        |              |
| WTA Elite Trophy (0)  |              |
| Dal 2009 al 2020      | Dal 2021     |
| Premier Mandatory (0) | WTA 1000 (0) |
| Premier 5 (0)         | WTA 1000 (0) |
| Premier (0)           | WTA 500 (0)  |
| International (1)     | WTA 250 (0)  |

| N. | Data             | Torneo                   | Superficie  | Partner             | Avversarie                        | Punteggio |
| 1. | 21 febbraio 2015 | Rio Open, Rio de Janeiro | Terra rossa | Ysaline Bonaventure | Irina-Camelia Begu María Irigoyen | 3-0, rit. |

## Circuito WTA 125

### Singolare

#### Sconfitte (1)
| N. | Data            | Torneo                                | Superficie  | Avversaria in finale | Punteggio |
| 1. | 4 dicembre 2022 | Crèdit Andorrà Open, Andorra la Vella | Cemento (i) | Alycia Parks         | 1-6, 4-6  |

### Doppio

#### Vittorie (1)
| N. | Data          | Torneo              | Superficie  | Partner    | Avversarie                          | Punteggio |
| 1. | 8 luglio 2022 | Nordea Open, Båstad | Terra rossa | Misaki Doi | Mihaela Buzărnescu Irina Chromačëva | w/o       |

#### Sconfitte (1)
| N. | Data            | Torneo                                                  | Superficie | Compagna   | Avversarie in finale     | Punteggio           |
| 1. | 27 gennaio 2018 | Oracle Challenger Series - Newport Beach, Newport Beach | Cemento    | Jamie Loeb | Misaki Doi Jil Teichmann | 6(4)-7, 6-1, [8-10] |

## Statistiche ITF

### Singolare

#### Vittorie (12)
| Torneo $100.000 (1) |
| Torneo $80.000 (0)  |
| Torneo $75.000 (0)  |
| Torneo $60.000 (1)  |
| Torneo $50.000 (2)  |
| Torneo $40.000 (0)  |
| Torneo $25.000 (5)  |
| Torneo $15.000 (0)  |
| Torneo $10.000 (3)  |

| N.  | Data             | Torneo                                                          | Superficie  | Avversaria           | Punteggio        |
| 1.  | 19 maggio 2013   | Rising Star Tour, Båstad                                        | Terra rossa | Zuzana Luknárová     | 6-3, 6-2         |
| 2.  | 27 ottobre 2013  | Djursholm Ladies, Stoccolma                                     | Cemento (i) | Tayisiya Morderger   | 7-6(2), 6-2      |
| 3.  | 3 novembre 2013  | Stockholm Ladies, Stoccolma                                     | Cemento (i) | Zuzana Luknárová     | 6(4)-7, 6-2, 6-4 |
| 4.  | 8 dicembre 2013  | Circuito Femenil Mérida, Mérida                                 | Cemento     | Indy de Vroome       | 7-5, 4-6, 6-3    |
| 5.  | 15 dicembre 2013 | Circuito Femenil Mérida, Mérida                                 | Cemento     | Adriana Pérez        | 6-4, 6-0         |
| 6.  | 25 ottobre 2014  | Perth Tennis International, Perth                               | Cemento     | Hiroko Kuwata        | 6-3, 6-0         |
| 7.  | 15 giugno 2015   | Swedish Ladies Ystad, Ystad                                     | Terra rossa | Mathilde Johansson   | 6–2, 6–1         |
| 8.  | 26 ottobre 2015  | Tennis Classic of Macon, Macon                                  | Cemento     | Anna Tatišvili       | 6–3, 4–6, 6–1    |
| 9.  | 18 aprile 2016   | Dothan Pro Tennis Classic, Dothan                               | Terra verde | Taylor Townsend      | 6–4, 6–2         |
| 10. | 18 giugno 2017   | Padova Challenge Open, Padova                                   | Terra rossa | Anastasyja Vasyl'eva | 5–7, 6–1, 6–4    |
| 11. | 13 maggio 2018   | Open GDF SUEZ de Cagnes-sur-Mer Alpes-Maritimes, Cagnes-sur-Mer | Terra rossa | Dajana Jastrems'ka   | 6-4, 7-5         |
| 12. | 17 ottobre 2021  | Rancho Santa Fe Open, Rancho Santa Fe                           | Cemento     | Elvina Kalieva       | 6-4, 6-0         |

#### Sconfitte (5)
| Torneo $100.000 (0) |
| Torneo $80.000 (0)  |
| Torneo $75.000 (0)  |
| Torneo $60.000 (2)  |
| Torneo $50.000 (0)  |
| Torneo $40.000 (0)  |
| Torneo $25.000 (2)  |
| Torneo $15.000 (0)  |
| Torneo $10.000 (1)  |

| N. | Data             | Torneo                                              | Superficie  | Avversaria       | Punteggio     |
| 1. | 23 febbraio 2014 | ITF Women's Circuit Helsingborg, Helsingborg        | Cemento (i) | Jasmina Tinjić   | 1–6, 0–6      |
| 2. | 1º novembre 2014 | Margaret River Tennis International, Margaret River | Cemento     | Tereza Mrdeža    | 3–6, 3–6      |
| 3. | 31 maggio 2015   | Infond Open, Maribor                                | Terra rossa | Maria Sakkarī    | 6–3, 2–6, 2–6 |
| 4. | 19 novembre 2022 | Meitar Open, Meitar                                 | Cemento     | Mirra Andreeva   | 1-6, 4-6      |
| 5. | 12 febbraio 2023 | Orlando USTA Pro Circuit Event, Orlando             | Cemento     | Kimberly Birrell | 3-6, 0-6      |

### Doppio

#### Vittorie (6)
| Torneo $100.000 (0) |
| Torneo $80.000 (0)  |
| Torneo $75.000 (0)  |
| Torneo $60.000 (0)  |
| Torneo $50.000 (1)  |
| Torneo $40.000 (0)  |
| Torneo $25.000 (3)  |
| Torneo $15.000 (0)  |
| Torneo $10.000 (2)  |

| N. | Data              | Torneo                                        | Superficie  | Partner             | Rivali in finale                           | Risultato        |
| 1. | 25 marzo 2013     | Jolie Ville Golf Women's, Sharm el-Sheikh     | Cemento     | Malin Ulvefeldt     | Alina Mikheeva Jillian O'Neill             | 6-3, 6-4         |
| 2. | 27 maggio 2013    | Marjorie Sherman Women's Circuit, Ra'anana    | Cemento     | Lee Or              | Saray Sterenbach Ekaterina Tour            | 6-1, 6-2         |
| 3. | 1º settembre 2014 | Alphen aan den Rijn Open, Alphen aan den Rijn | Terra rossa | Eva Wacanno         | Richèl Hogenkamp Lesley Kerkhove           | 6-4, 6-4         |
| 4. | 2 marzo 2015      | Circuito Feminino Future de Tênis, Curitiba   | Terra rossa | Ysaline Bonaventure | Beatriz García Vidagany Florencia Molinero | 4-6, 6-3, [10-5] |
| 5. | 3 agosto 2015     | ITF Women's Circuit Plzeň, Plzeň              | Terra rossa | Barbora Krejčíková  | Lenka Kunčíková Karolína Stuchlá           | 6-4, 6-3         |
| 6. | 9 novembre 2015   | CopperWynd Pro Women's Challenge, Scottsdale  | Cemento     | Julia Glushko       | Viktorija Golubic Stephanie Vogt           | 4-6, 7-5, [10-6] |

#### Sconfitte (5)
| Torneo $100.000 (0) |
| Torneo $80.000 (1)  |
| Torneo $75.000 (0)  |
| Torneo $60.000 (0)  |
| Torneo $50.000 (1)  |
| Torneo $40.000 (0)  |
| Torneo $25.000 (2)  |
| Torneo $15.000 (0)  |
| Torneo $10.000 (1)  |

| N. | Data            | Torneo                          | Superficie  | Partner         | Rivali in finale                       | Risultato        |
| 1. | 18 maggio 2013  | Rising Star Tour, Båstad        | Terra rossa | Malin Ulvefeldt | Ellen Allgurin Beatrice Cedermark      | 3–6, 0–6         |
| 2. | 7 dicembre 2013 | Circuito Femenil Mérida, Mérida | Cemento     | Hilda Melander  | Hsu Chieh-yu María Irigoyen            | 4–6, 7–5, [6–10] |
| 3. | 2 agosto 2014   | Knoll Open, Bad Saulgau         | Terra rossa | Hilda Melander  | Diana Buzean Arabela Fernández Rabener | 5–7, 3–6         |
| 4. | 7 novembre 2015 | Waco Showdown, Waco             | Cemento     | Julia Glushko   | Nicole Gibbs Vania King                | 4–6, 4–6         |
| 5. | 4 novembre 2017 | RBC Pro Challenge, Tyler        | Cemento     | Jamie Loeb      | Jessica Pegula Taylor Townsend         | 4–6, 1–6         |

## Vittorie contro giocatrici Top 10
| Stagione | 2019 | 2020 | 2021 | 2022 | Totale |
| Vittorie | 1    | 0    | 0    | 1    | 2      |

| #    | Giocatrice      | Ranking | Evento                              | Superficie | Turno | Punteggio     | Rank. RPR |
| ---- | --------------- | ------- | ----------------------------------- | ---------- | ----- | ------------- | --------- |
| 2019 |                 |         |                                     |            |       |               |           |
| 1.   | Sloane Stephens | 8       | Citi Open, Washington               | Cemento    | 1T    | 6-2, 7-5      | 70        |
| 2022 |                 |         |                                     |            |       |               |           |
| 2.   | Aryna Sabalenka | 2       | Adelaide International II, Adelaide | Cemento    | 1T    | 5-7, 6-1, 7-5 | 93        |